# 綠光 (1986年電影)
《綠光》（法語：Le Rayon Vert）是埃里克·侯麥（Eric Rohmer）於1986年拍攝的電影；其間攝製組只有3人：攝影師、錄音師和製片人。

## 內容
德斐琳（Delphine）在夏季假期間被伴侶拋棄，獨自在巴黎閒逛。朋友都勸她不要再自憐和傷心，應該外出認識新朋友。然而，去過數個地點後，德斐琳始終找不到她的真愛，更何況是快樂，其實是因為她態度消極，不願尋找，只是等待；不過，這種消極卻是出於一種積極、深刻的信念，對純粹的愛情存在的相信。

## 外部連結
- 互联网电影数据库（IMDb）上《綠光》的资料（英文）
- 豆瓣电影上《綠光》的資料 （简体中文）